# Luoyang

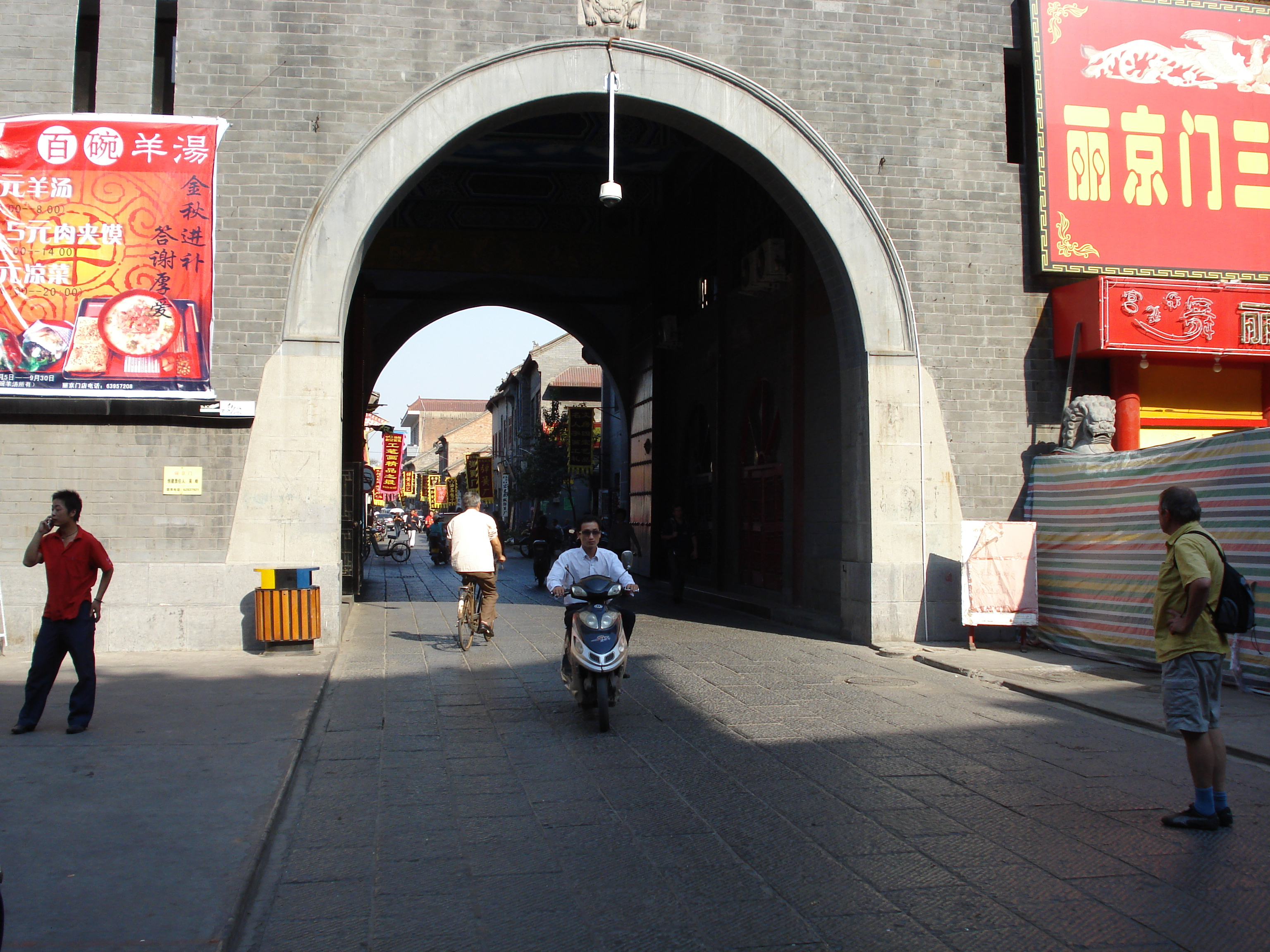
Brama miejska

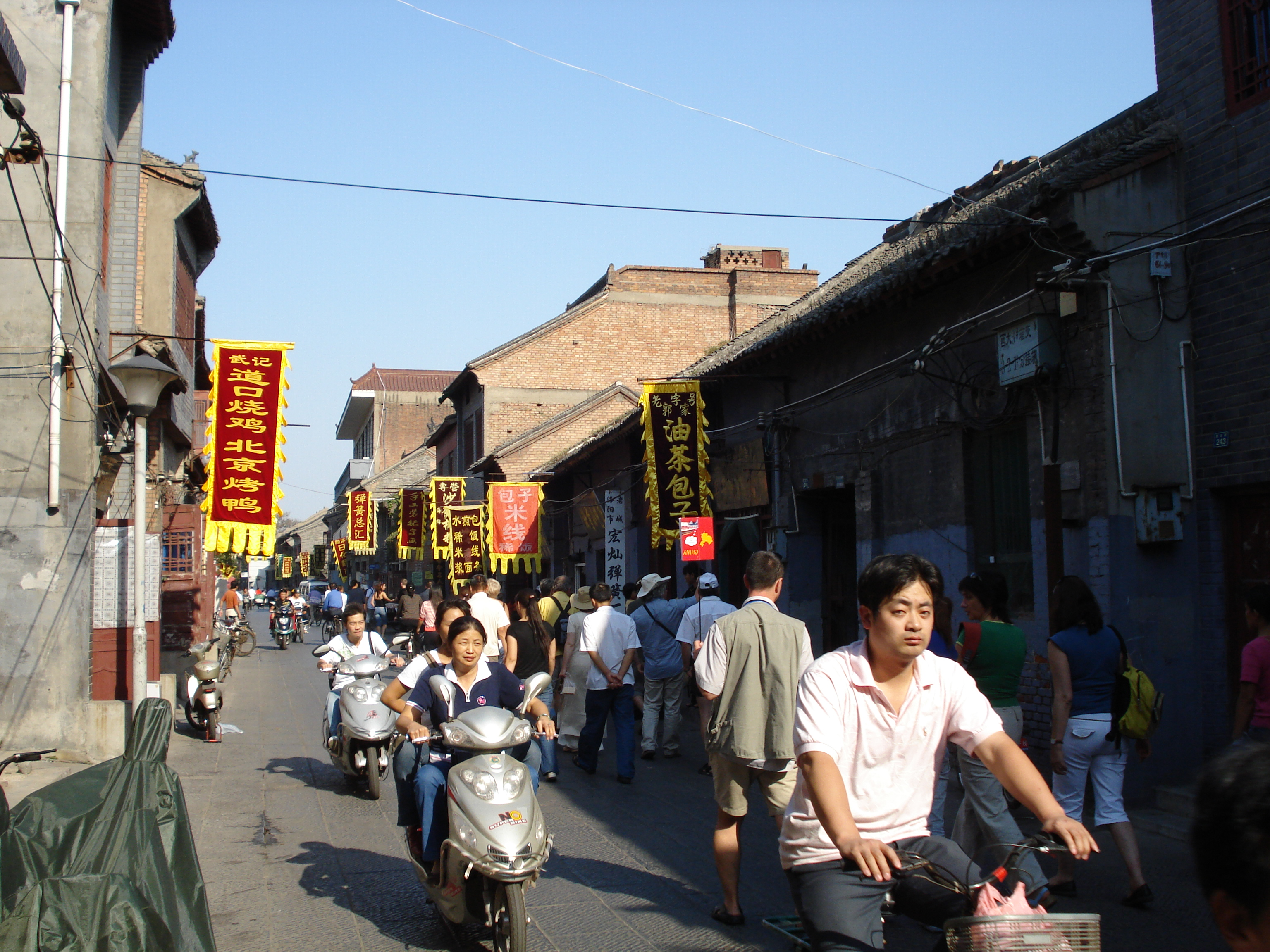
Uliczka w mieście

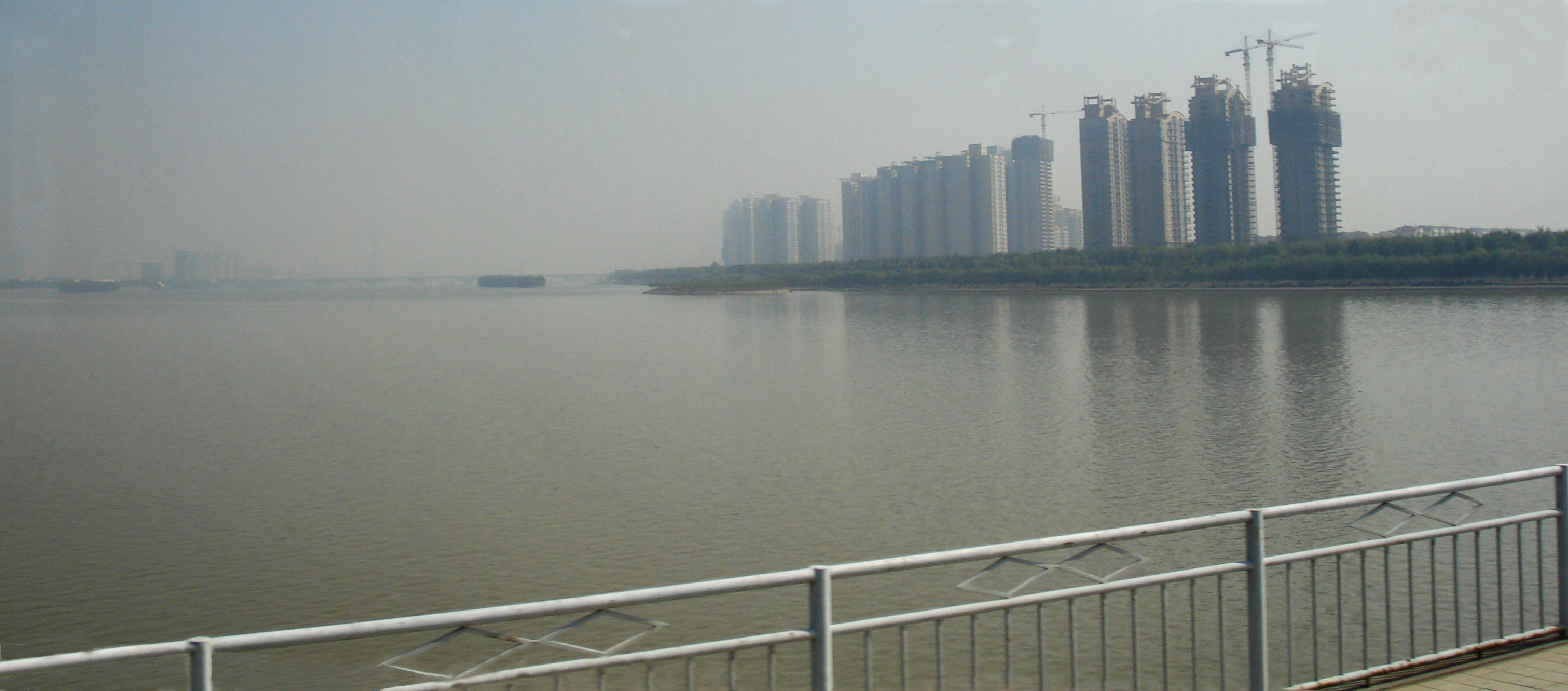
Luoyang: most przez Luo He przed jej ujściem do Huang He

Luoyang (chiń. upr. 洛阳; chiń. trad. 洛陽; pinyin Luòyáng wym. [lwɔ̂jɑ̌ŋ]) – miasto o statusie prefektury miejskiej we wschodnich Chinach, w prowincji Henan, nad rzeką Luo He (dopływ Huang He). W 2010 roku liczba mieszkańców miasta wynosiła 1 391 054. Prefektura miejska w 1999 roku liczyła 6 156 510 mieszkańców. Ośrodek regionu sadowniczego i rzemiosła artystycznego; rozwinięty przemysł środków transportu, maszynowy, bawełniany, spożywczy i gumowy; w mieście funkcjonują szkoły wyższe.
Stolica rzymskokatolickiej diecezji Luoyang.

## Historia
Jedno z najstarszych miast chińskich.
- XI wieku p.n.e. – książę Zhou zakłada stolicę dynastii Zhou, noszącą nazwę Chengzhou (成周).
- 510 p.n.e. – miasto zostaje zniszczone w wyniku działań wojennych, rok później odbudowane.
- 25 – miasto zostaje stolicą wschodniej dynastii Han.
- 68 – zostaje zbudowana pierwsza świątynia buddyjska w Chinach – Świątynia Białego Konia.
- 190 – wojska kanclerza Dong Zhuo ograbiają i niszczą miasto.
- 493 – Północna dynastia Wei przenosi stolicę z Datong do Luoyang. Miasto pozostaje stolicą do roku 535.

## Luoyang jako centrum buddyjskie
Buddyzm zaczął przenikać do północnych Chin dzięki Jedwabnemu Szlakowi. Zgodnie z legendą w 68 r. powstała tu pierwsza świątynia buddyjska Świątynia Białego Konia (Baima si). Później cesarz Xiaowen (孝文, 471-499) wyraził zgodę na budowę tylko jednego klasztoru męskiego i jednego żeńskiego w samym mieście. Poza miastem można było jednak budować kolejne klasztory. Plan ten musiał zostać zmodyfikowany, gdyż buddyzm zaczął cieszyć się olbrzymim zainteresowaniem. Jego następca Xuanwu (宣武, 500-515) był już buddystą, który czcił Sutrę Wimalakirtiego i rzeźby, które wykuto w Grotach Dziesięciu Tysięcy Buddów (Longmen) w czasie jego panowania przedstawiały często Wimalakirtiego rozmawiającego z Mandziuśrim.
Xuanwu ufundował także kilka ważnych klasztorów w mieście, takich jak między innymi Yongming si, Jingming si i Yaoguang si. Klasztor Jingming został wybudowany jak pałac cesarski pośród wzgórz, stawów, lasków sosnowych i bambusowych. Zawierał on ponad tysiąc cel mnisich. Mówiło się o nim, że chociaż na zewnątrz panowały cztery pory roku, wewnątrz nie było ani lata, ani zimy. W tym klasztorze przygotowywano także wyobrażenia Buddy, które były następnie obnoszone podczas corocznych uroczystych parad buddyjskich w Luoyangu. Procesja, w czasie której niesiono ponad 1000 wyobrażeń Buddy odbywała się ósmego dnia czwartego miesiąca z okazji dnia urodzin Buddy.
Klasztor Yongming został wybudowany jako główna kwatera cudzoziemskich mnichów przebywających w Luoyangu. Mieszkało tam podobno 3000 mnichów z ponad stu krajów.
Klasztor Yaoguang był klasztorem żeńskim, przeznaczonym dla dziewcząt z rodziny cesarskiej i rodów arystokratycznych, które postanowiły wstąpić do sanghi buddyjskiej. Z tego powodu był opisywany we współczesnej mu literaturze jako niezwykle piękny, ze wspaniale ozdobnymi wnętrzami. W 530 r. klasztor został złupiony w czasie najazdu barbarzyńców na Luoyang.
Wdowa cesarska Ling była odpowiedzialna za budowę klasztoru Yongning, który miał przyćmić budowle w Datong, ówczesnej stolicy królestwa, zanim przeniesiono ją do Luoyangu. Wiadomo, że sama pagoda mierzyła 900 stóp wysokości i składała się z dziewięciu kondygnacji. Na jej szczycie znajdowała się iglica wysokości 100 stóp. Na jej wierzchołku umieszczono złoty pojemnik, który zawierał 25 mniejszych pojemników wykonanych z drogocennego kamienia. Poniżej iglicy umieszczono trzydzieści złotych płyt, których zadaniem było zbierać poranną rosę. Wokół pagody rozmieszczono złote dzwony. Na dziewięciu okapach zawieszono złote dzwony w ilości 120. Stupa była czworokątna, na każdej ścianie znajdowało się 3 drzwi i 6 okien. Drzwi były pokryte czerwonym lakierem i ozdobione pięcioma rzędami złotych gwoździ, w ilości 5400. Na północ od pagody znajdował się budynek Buddy, skonstruowany na wzór sali audiencyjnej w pałacu cesarskim. Wewnątrz znajdowały się liczne posągi Buddy wykonane ze złota i ozdobione perłami. Największy z posągów mierzył ponad 18 stóp wysokości. Artyzm tych posągów był nie do opisania. W klasztorze znajdowało się ponad 1000 mnisich cel. W budowie klasztoru wykorzystano najlepsze gatunki drewna. Zgromadzono w nim wyobrażenia buddów, bodhisattwów i sutry darowane przez inne kraje. Wiadomo, że klasztor ten był wizytowany przez samego Bodhidharmę.
Budowa tego klasztoru była najbardziej wyróżniającym się przykładem budownictwa buddyjskiego tego okresu. Książę Cheng w memoriale przedstawionym wdowie cesarskiej Ling w 518 r. twierdził, iż w Luoyangu znajdowało się wówczas 500 klasztorów, nie licząc licznych stup i pagód. Zaznaczył, że jest to 1/3 wszystkich buddyjskich świątyń znajdujących się w okolicy Luoyangu. Żeby to lepiej uzmysłowić, Yang Xuanzhi w swojej pracy Luoyang Qielanji (Zapiski z klasztorów Luoyangu) z 547 r. ocenił, że w Luoyangu znajdowało się wówczas 109,000 gospodarstw domowych, które liczyły pomiędzy 500.000 a 600.000 osób. A w samym mieście doliczył się 1367 świątyń buddyjskich, zarówno dużych, jak i małych.
Ekstrawagancki klasztor Yongning wyczerpał praktycznie skarbiec cesarski. Pierwszą oznaką nadchodzącej ekonomicznej katastrofy był wzrost cen złota, jednak zbliżający się kryzys całkowicie umykał rządzącym i całemu dworowi. Szybko narosła rebelia, a Luoyang był samym centrum katastrofy. W 534 r. w czasie burzy piorun wzniecił ogień, który w ciągu trzech miesięcy strawił cały klasztor Yongning. W 547 r. Yang Xuanzhi wizytował Luoyang i zobaczył zdewastowane miasto, pełne ruin i popiołu, które stało się siedliskiem dzikich zwierząt i pastwiskiem dla krów. Zgodnie ze słowami Buddy: „Nietrwałe są wszystkie złożone rzeczy” upadł Luoyang i Północna Dynastia Wei. Jednak ten sam lud Tuoba mocno zmotywowany wiarą w buddyzm drążył skały w Longmen i Yungang, które stały się symbolem ich oddania buddyzmowi.

## Zabytki i atrakcje turystyczne
- Świątynia Białego Konia – najstarszy klasztor buddyjski w Chinach
- Muzeum Luoyangu – muzeum archeologiczne eksponujące[10] m.in. ceramikę z młodszej epoki kamiennej, wyroby z nefrytu z I i II tysiąclecia p.n.e. czy porcelanę z czasów dynastii Song
- Park Miasta Królewskiego – w którym co roku w drugiej połowie kwietnia odbywa się wielki pokaz peonii, przyciągającego rzesze turystów.

## Miasta partnerskie
- Okayama, Japonia
- Tours, Francja
- La Crosse, Stany Zjednoczone
- Płowdiw, Bułgaria